# 난바촌 (오사카부)
난바촌(일본어: 難波村)은 일본 오사카부 니시나리군에 설치되었던 촌이다. 현재의 오사카시 나니와구에 해당한다.